# Тен, Денис Юрьевич
Дени́с Ю́рьевич Тен (13 июня 1993, Алма-Ата — 19 июля 2018, Алма-Ата) — казахстанский фигурист, выступавший в одиночном разряде. Заслуженный мастер спорта Республики Казахстан. Бронзовый призёр зимних Олимпийских игр 2014 года. Серебряный медалист чемпионата мира по фигурному катанию 2013, бронзовый призёр чемпионата мира 2015 года, победитель чемпионата четырёх континентов 2015 года, чемпион VII зимних Азиатских игр, многократный победитель различных международных турниров под эгидой ISU, пятикратный чемпион Казахстана.
Денис Тен известен за оригинальные постановки программ, в частности, когда произвольный прокат является продолжением короткого. Специалисты отмечают высокий уровень владения коньком казахстанского фигуриста. По словам Тена, он старался совместить лучшее от ведущих фигуристов, не потеряв индивидуальности. Спортсмен на протяжении карьеры работал с российскими и североамериканскими тренерами, а также для постановки своих программ сотрудничал со швейцарцем Стефаном Ламбьелем.
Тен начал заниматься фигурным катанием в 1999 году. Победив на этапе Гран-при среди юниоров (2008), он стал первым фигуристом своей страны, который выиграл медаль турнира ИСУ. В шестнадцатилетнем возрасте Тен представлял Казахстан на Олимпийских играх 2010 года, где стал самым молодым участником в мужском первенстве. В 2013 году впервые в истории Казахстана завоевал медаль чемпионата мира. Спустя год стал первым фигуристом независимого Казахстана, завоевавшим медаль на Олимпийских играх. В 2015 году стал первым победителем чемпионата ИСУ, завоевав золото чемпионата четырёх континентов.
Принимал участие в благотворительных акциях. С 2013 года он продюсировал ледовое шоу «Денис Тен и друзья», в котором принимали участие мировые звёзды фигурного катания. По официальным данным организаторов, ежегодно на ледовое шоу приезжает более 500 туристов из-за рубежа (преимущественно из Японии). За свои успехи и вклад в развитие спорта он получил ряд наград, в том числе государственных.
Убит 19 июля 2018 года в родном городе. В его память был установлен памятник в Алма-Ате и назван турнир.

## Детство и образование
Денис Тен родился 13 июня 1993 года в Алма-Ате. Тен — потомок известного в Корее генерала Мин Гын Хо времён Корейской империи. Мать Дениса — Оксана Алексеевна Тен — с 2019 по 2022 год занимала должность вице-президента Федерации конькобежцев Казахстана.
Начинал заниматься фигурным катанием в группе здоровья. Помимо фигурного катания Денис также занимался другими видами спорта, включая теннис, акробатику, тхэквондо, карате, плавание, ходил в школу танцев и живописи. С 1995 года тщательно следил за фигурным катанием, запоминая детали турниров. Тен использовал для описания своего увлечения фигурным катанием слово «фанатизм» и отмечал, что в первые годы для будущего фигуриста не было ничего другого кроме любимого вида спорта.
Окончил 5 классов в музыкальной школе по классу фортепиано и пел в хоре. В 2002 году коллектив, в котором пел Денис, завоевал серебряную медаль на хоровой Олимпиаде в Пусане (Республика Корея). Позже, Денису необходимо было сделать выбор между музыкой и фигурным катанием, в результате он выбрал второе. Он переехал с родителями в Москву, тогда как его старший брат Алексей остался в Казахстане. Затем, в 2010 году, он переехал в Соединённые Штаты.

## Соревновательная карьера

### Ранние годы
Денис Тен начал кататься на коньках в 1999 году на открытом воздухе в зимнее время в Алма-Ате, в другие времена года он пользовался крытыми катками в торговых центрах. В 2003 году он выступил на соревнованиях в Омске, где одержал победу. Главный судья пригласил его на турнир «Хрустальный конёк» в Одинцово, где Тена заметила Елена Буянова (Водорезова) и пригласила в Москву. Переехав в столицу России, Денис начал тренироваться в клубе ЦСКА.

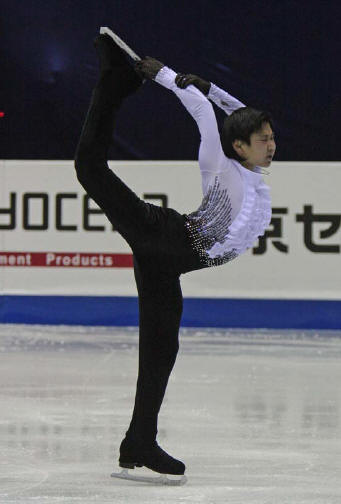
Тен в Финале юниорского Гран-при (2008)

Тен выиграл чемпионат Казахстана в 2006 году в 12 лет, соревнуясь со взрослыми спортсменами, однако выступать на международном уровне он начал только в следующем сезоне из-за возрастных ограничений Международного союза конькобежцев (13 лет).
В сезоне 2006/2007 Тен занял десятое место на этапе юниорского Гран-при в Нидерландах, при этом в короткой программе он был седьмым. На турнире в Ницце фигурист выступал на детском уровне и одержал победу, опередив россиянина Артура Гачинского на 4,18 балла. Затем Денис стал вторым на национальном первенстве, а позже принял участие в чемпионате мира среди юниоров, где не смог пройти отбор в произвольную программу, оставшись на 26-м месте. Кроме того, в том же сезоне Денис выиграл турнир Dragon Trophy в Любляне на юниорском уровне. Он завершил сезон на турнире Haabersti Cup в Таллине, который выиграл.

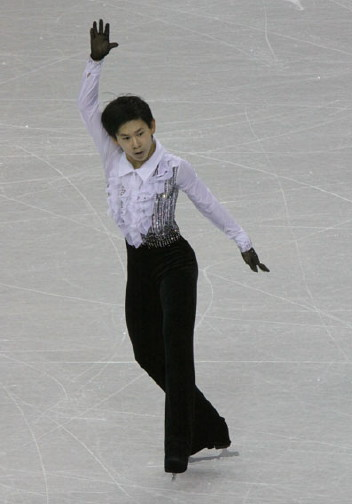
Чемпионат четырёх континентов 2009

В следующем сезоне, 2007/2008, Денис соревновался уже на двух этапах юниорского Гран-при. В сентябре на первом для себя этапе в Румынии в городе Меркуря-Чук Денис занял шестое место, уступив 5,09 балла бронзовому призёру Такахито Муре. При этом казахстанский фигурист был третьим в короткой программе. Спустя две недели на этапе в Таллине занял десятое место. В общем рейтинге фигуристов в Гран-при он занял 31-е место. На турнире NRW Trophy в Германии занял первое место, выиграв обе программы. Денис Тен опередил ставшего вторым россиянина Гордея Горшкова на 22,59 балла.
На чемпионате мира среди юниоров в короткой программе был восьмым, уступая 9,35 балла лидеру Адаму Риппону. В произвольной программе он стал лишь девятнадцатым, дважды упав — при попытке исполнить тройные аксель и лутц, в результате чего опустился на шестнадцатое место в итоговой таблице, уступив победителю более 44 баллов. Тем не менее, этот результат дал право сборной Казахстана заявить по одному фигуристу на каждый юниорский этап Гран-при в следующем сезоне.

### Сезон 2008/2009
В сезоне 2008/2009 Тен занял четвёртое место на этапе Гран-при во Франции. В Куршевеле фигурист был пятым после короткой программы, а в произвольной программе чисто исполнил тройной аксель. Разрыв между ним и бронзовым призёром французом Флораном Амодьо составил 7,82 балла. В следующем месяце Тен выиграл золото на юниорском Гран-при в Беларуси, в короткой программе исполнив все тройные прыжки, в том числе аксель, и выиграв её с преимуществом в 5,19 балла над занимавшим второе место Станиславом Ковалёвым. В произвольной программе Тен уступил китайцу Ян Чао 3,88 балла, при этом исполнив шесть тройных прыжков. Итоговое первое место на белорусском этапе, ставшее первой медалью для сборной Казахстана вообще, позволило Денису завоевать право участвовать в финале Гран-при в Южной Корее. Денис также стал первым казахским фигуристом, который заслужил это право. В городе Кояне в короткой программе Тен исполнил тройной аксель, но упал с каскада, став лишь седьмым в сегменте. В произвольной программе Денис исполнил каскад из тройного акселя и двойного тулупа и ещё шесть тройных прыжков, заняв третье место и переместившись на итоговую пятую позицию.
В чемпионате своей страны он не участвовал, а выступил на IV этапе Кубка России — 2008 в Москве, где занял первое место, опередив Владимира Успенского на 17 баллов В этом же сезоне Денис дебютировал на чемпионате Четырёх континентов в Ванкувере. Он занял десятое место в короткой программе с результатом 61,32 балла, что на 27,58 слабее результата лидера Патрика Чана. В произвольной программе стал восьмым, исполнив шесть тройных прыжков, но два элемента программы оказались одинарными. В результате он поднялся на итоговое девятое место. На чемпионате мира среди юниоров 2009 года значительно улучшил свой прошлогодний результат, став четвёртым. В короткой программе он занял пятое место с результатом 64,80 балла, а в произвольной исполнил семь тройных прыжков, в том числе два тройных акселя, и стал четвёртым, менее балла уступив бронзовому призёру Артёму Григорьеву.
На чемпионате мира 2009 года в Лос-Анджелесе был самым молодым мужским фигуристом-одиночником. В короткой программе Денис занял семнадцатое место, из прыжковых элементов исполнив тройной аксель, каскад из тройных лутца и тулупа и изолированный тройной риттбергер. В произвольной программе набрал 142,89 балла и став шестым в сегменте, исполнив все запланированные элементы, в том числе каскад из тройных акселя и тулупа, другой тройной аксель, а также ещё пять тройных прыжков и двойной аксель. Все вращения и дорожки шагов были оценены судьями на третий уровень. Заняв итоговое восьмое место, Тен заработал для Казахстана две путевки на Олимпиаду в Ванкувере в мужском одиночном катании — впервые за всю историю фигурного катания Казахстана.

### Сезон 2009/2010: Олимпийские игры в Ванкувере
Короткая программа в сезоне 2009/2010 была поставлена под мелодию «Sing, Sing, Sing». Произвольную программу фигурист исполнял под испанские мотивы — пасадобль и «Аранхуэсский концерт» Хоакина Родриго.
В начале олимпийского сезона Денис выиграл турнир в Загребе и стал четвёртым на NRW Trophy в Германии. Затем состоялся дебют Тена ни взрослой серии Гран-при. На этапе в Китае казахстанский фигурист занял десятое место с суммой 182,63 балла. Результат на канадском этапе (193,03) позволил занять ему седьмое место, причём в короткой программе он установил свой личный рекорд — 75,45 балла. В новом 2010 году принял участие на чемпионате четырёх континентов, где после короткой программы занимал четвёртое место с результатом 70,50 балла. Дважды упав, в произвольной программе ему удалось набрать всего 102,15 и Тен опустился на десятое итоговое место. Тен выиграл чемпионат Казахстана второй раз в карьере.

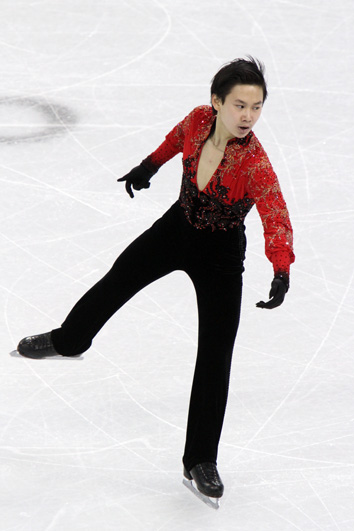
Тен на Олимпиаде в Ванкувере (2010)

На зимних Олимпийских играх 2010 года Тен был самым молодым участником в мужском первенстве. С результатом 76,24 балла в короткой программе занял десятое место, улучшив свой рекорд, и это позволило ему выступить в заключительный день в предпоследней группе участников. В произвольной программе на первом прыжке — тройном акселе — Тен допустил ошибку, коснувшись руками льда, однако затем выполнил ещё один аксель чисто в каскаде. Остальные элементы фигурист исполнил чисто, за исключением помарки на выезде с тройного флипа. Судьи оценили произвольную программу на 135,01 балла, и Тен занял итоговое одиннадцатое место.
В конце марта 2010 года незадолго до чемпионата мира Елена Буянова, по словам Тена, сообщила о том, что прекращает сотрудничество с ним. На чемпионате мира 2010 на лёд Тена выводил государственный тренер Казахстана Юрий Гуськов. Там спортсмен показал результаты скромнее, чем на Олимпиаде, и с суммой 202,46 балла занял тринадцатое место. Летом того же года спортсмен переехал в Лос-Анджелес, чтобы тренироваться под руководством нового наставника Фрэнка Кэрролла — тренера олимпийского чемпиона 2010 года Эвана Лайсачека.
Там же ему стал помогать Рафаэль Арутюнян.

### Сезон 2010/2011
После переезда в США уже под руководством нового тренерского штаба были поставлены программы на сезон 2010/2011. Был приглашён бывший швейцарский фигурист Стефан Ламбьель, который помог поставить короткую программу под музыку Астора Пьяццоллы. Для произвольных прокатов была выбрана композиция «Пляска смерти» Ференца Листа.
Первым этапом Гран-при 2010/2011 для Дениса стал NHK Trophy, где он занял последнее двенадцатое место, хотя после короткой программы был шестым. На следующем этапе в Америке вновь был шестым после короткой программы, но в итоге занял лишь одиннадцатое место. Несмотря на слабые результаты в начале сезона, тренеры фигуриста позволили ему пропустить чемпионат Казахстана в декабре 2010 года и готовиться в США к домашним Азиатским играм.
В феврале 2011 года Денис Тен принял участие на VII зимних Азиатских играх, проходивших в Казахстане. Он выиграл золото, заняв первое место в короткой программе с результатом 76,22 балла. Несмотря на то, что в произвольной казахстанский фигурист, набрав 132,67 балла, стал третьим вслед на Сунь Нанем и Такахито Мура, имеющегося запаса ему оказалось достаточно для итоговой победы с суммой 208,89. Запланированный на март чемпионат мира 2011 года был перенесён на один месяц из Токио в Москву из-за землетрясения в Японии . На главном старте сезона в столице России казахстанский фигурист занял десятое место в короткой программе с результатом 71,00 балла, из прыжковых элементов исполнив тройной аксель, каскад из тройных лутца и тулупа (который судьями был оценён с небольшой сбавкой) и тройной флип. В произвольной программе Тен допустил ошибки на обоих тройных акселях и занял четырнадцатое место как в произвольной программе (138,99), так и в сумме двух программ с результатом 209,99 балла.

### Сезон 2011/2012
Хореографом в сезоне 2011/2012 стала Лори Никол: для короткой программы была использована элегия Сергея Рахманинова из «Пьес-фантазий», произвольный прокат был поставлен под танго Астора Пьяццоллы. В работе над короткой программой Тена также принял участие Стефан Ламбьель.
Денис Тен осенью 2011 года выступил на двух североамериканских этапах Гран-при, заняв пятые места как в США, так и в Канаде. На этих турнирах он показал суммарные результаты 197,98 и 212,39 балла, соответственно. Также Денис стал вторым на турнире в Загребе и выиграл золото на Кубке Стамбула. На чемпионате Казахстана завоевал третий в карьере взрослый титул.
На чемпионате четырёх континентов Денис занял шестое место, уступив победителю Патрику Чану в сумме 63,91 балла. Несмотря на то, что при исполнении четверного прыжка были допущены ошибки, результат Тена оказался лучшим в карьере. В этом же сезоне казахстанский фигурист принял участие на чемпионате мира среди юниоров в Минске, где стал четвёртым. Тем не менее, он выиграл первую в истории Казахстана малую бронзовую медаль, заняв третье место в короткой программе. На чемпионате мира, проходившем в Ницце, Тен занимал восьмое место после короткой программы и в произвольной сумел исполнить четверной тулуп. Несмотря на помарки на тройном акселе и каскаде, фигурист занял шестое место в произвольной программе (153,70) и улучшил свой личный рекорд по итогу двух программ (229,70 балла). Этот результат позволил Денису Тену занять седьмое место.

### Сезон 2012/2013

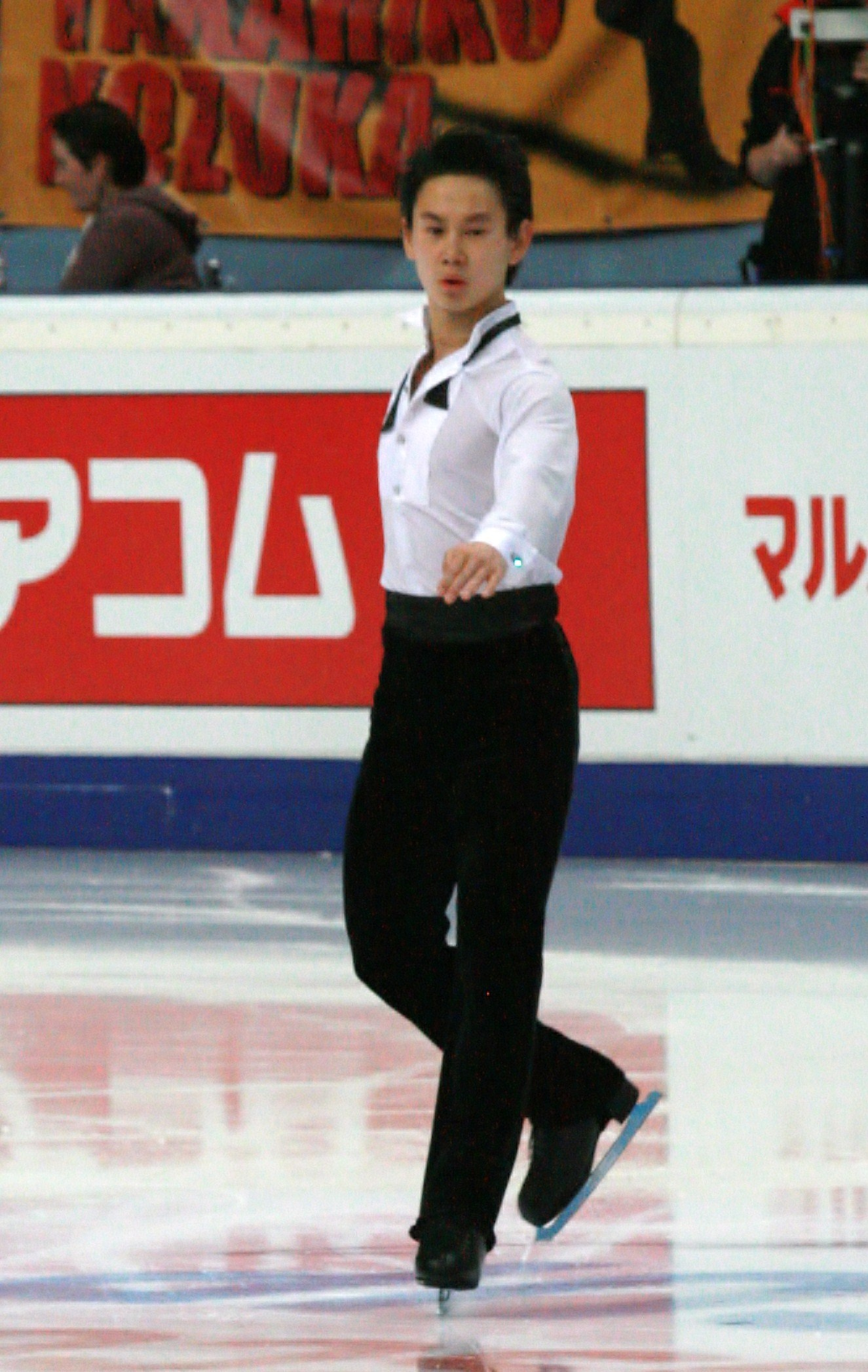
Тен на Кубке Ростелекома (2012)

В предолимпийском сезоне программы Денису Тену ставила Лори Никол, также в постановках принимал участие Стефан Ламбьель. В качестве музыкального сопровождения обеих программ была выбрана музыка Людовика Бурса из кинофильма «Артист». Тен отмечал, что это решение было рискованным, но он задумал сделать произвольный прокат сюжетным продолжением короткого, в котором главный герой, как и в фильме, предстаёт на пике славы, но затем впадает в депрессию. В произвольной программе Денис передаёт внутреннюю борьбу героя кинофильма с счастливым завершением.
В сентябре Денис Тен принял участие на турнире Nebelhorn Trophy в Оберстдорфе, где стал седьмым. В октябре на канадском этапе Гран-при занимал после короткой программы четвёртое место, однако завершил соревнования лишь на шестой позиции с суммой 203,70 балла. Выступал в Москве на Кубке Ростелеком, где был предпоследним в короткой программе. После снятия с турнира Джонни Вейра, уступавшего казахстанскому фигуристу, Тен занял последнее девятое место с отставанием в 84,58 балла от победителя Патрика Чана из Канады.
Денис Тен выиграл чемпионат Казахстана сезона 2012/2013. На чемпионате четырёх континентов в Осаке казахстанский фигурист занимал седьмое место после короткой программы с результатом 78,05 балла, допустив в ходе исполнения небольшие ошибки и уступая 9,6 балла победителю проката японцу Юдзуру Ханю. В произвольной программе дважды упал, занял лишь семнадцатое место с результатом 119,21 и откатился на итоговое двенадцатое место с суммой 197,26. Тен в интервью отметил, что неудачное выступление на турнире заставило его изменить всю жизнь, в том числе тренировочный процесс.

На чемпионате мира в канадском Лондоне в короткой программе казахстанский фигурист занял второе место с результатом 91,56 балла, уступив 6,81 балла Патрику Чану. Этим прокатом Тен улучшил личный рекорд на 13,51 балла. Соревнования в произвольной программе Тен выиграл с новым личным рекордом — 266,48 балла, но занял итоговое второе место. Он исполнил четверной тулуп, два тройных акселя, один из которых был в каскаде, и получил от судей четвёртые уровни за два вращения. Отставание от чемпиона мира, канадца Патрика Чана, составило всего 1,3 балла. Денис Тен стал первым в истории представителем Казахстана, выигравшим медали мирового первенства по фигурному катанию. Несмотря на успех, фигуристы и другие специалисты выразили мнение, что Тен должен быть победить, а Патрик Чан завоевал третий титул якобы из-за благосклонности судей и даже была создана петиция по инициативы журналистки Моники Фридлэндер с просьбой вручить золото Тену. Казахстанский фигурист не стал комментировать эти обсуждения, отметив лишь то, что для него главное — хорошие прокаты. 

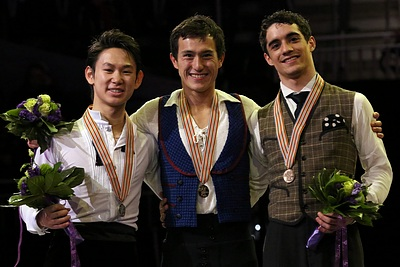
Денис Тен (слева на фото) на чемпионате мира 2013 в канадском Лондоне

По результатам чемпионата мира 2013 года был представлен к почётному званию Заслуженный мастер спорта Республики Казахстан. На командном чемпионате мира 2013 года Тен принял участие в показательных выступлениях несмотря на то, что сборной Казахстана на турнире представлено не было.

### Сезон 2013/2014: Олимпиада в Сочи

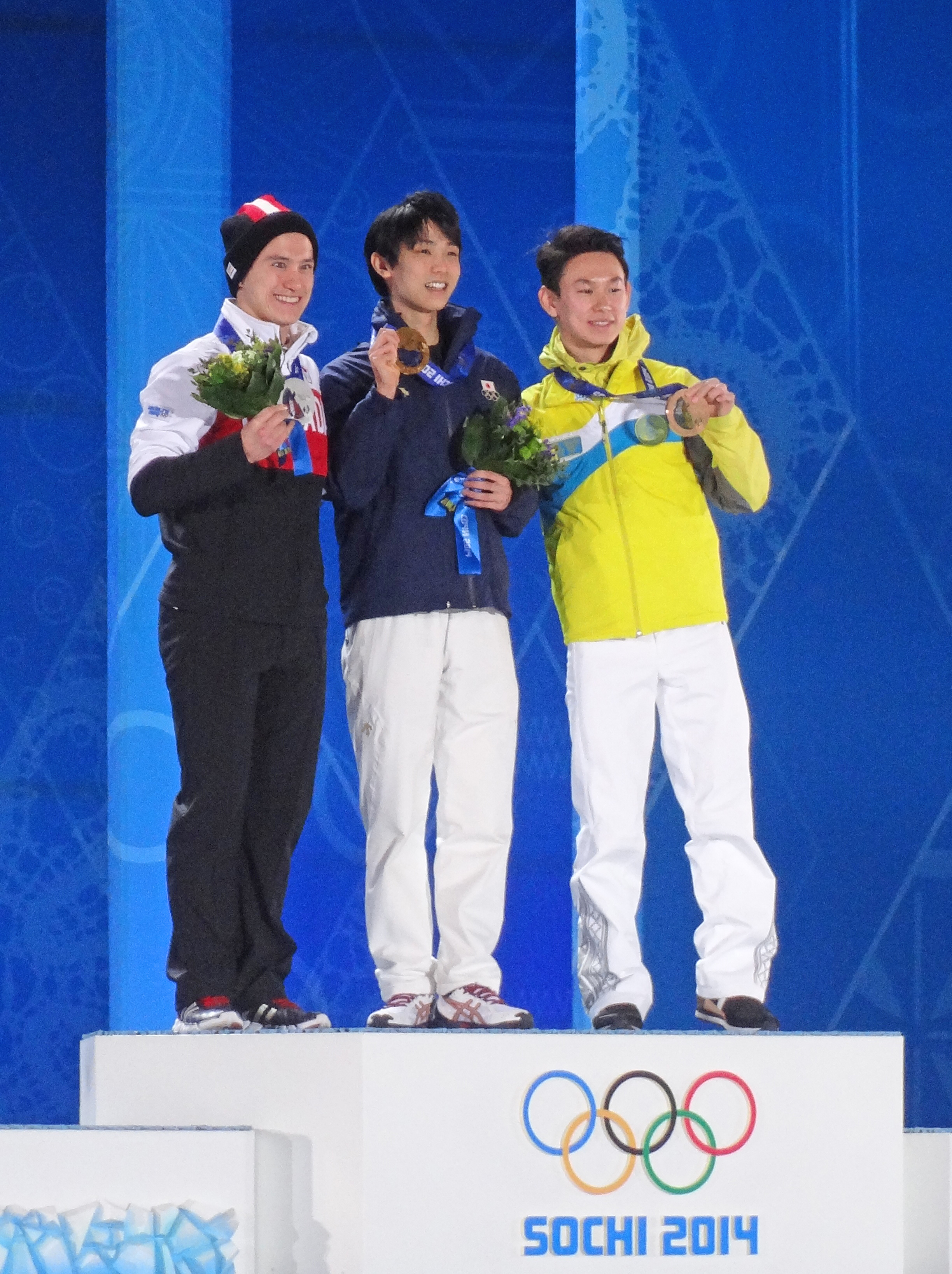
Церемония награждения на Олимпиаде в Сочи

Программы Дениса Тена на сезон 2013/2014 были поставлены хореографом Лори Никол: короткая под «Пляску смерти» Камиля Сен-Санса, произвольная под балетную музыку Дмитрия Шостаковича «Барышня и хулиган».
Предварительно Тен получил право участвовать на двух этапах Гран-при — Skate America и Cup of China. Однако незадолго до американского турнира фигурист получил травму и был вынужден пропустить его. Тем не менее, за две недели он сумел восстановиться и принял участие на китайском этапе, хотя Дениса всё ещё беспокоили боли в спине. В короткой программе казахстанский фигурист занял четвёртое место с результатом 77,05 балла, а в произвольной стал третьим (147,75), но не сумел подняться на пьедестал по сумме баллов, уступив бронзовому призёру Такахико Кодзуке более 2 баллов. В том же месяце Денис Тен выиграл турнир Merano Cup с результатом 231,12 балла. Благодаря этому достижению фигурист поднялся в пятёрку лучших одиночников в рейтинге ИСУ.

Денис Тен вновь выиграл чемпионат Казахстана, опередив Абзала Ракимгалиева. Оба фигуриста получили право участвовать в Олимпийских играх в Сочи, так как серебро на чемпионате мира 2013 года принесло Казахстану две квоты в мужском турнире.
Денис Тен на Олимпийских играх в Сочи в короткой программе набрал 84,06 балла, заняв девятое место. Во время исполнения проката он упал с четверного тулупа, но остальные элементы выполнил чисто. При этом от третьего места казахстанского спортсмена отделяло менее трёх баллов. В произвольной программе, которую фигуристы исполнили на следующий день, Денис Тен сумел исполнить четверной тулуп и набрал 171,04 балла, сумев подняться на третью строчку в финальной таблице с суммой 255,10 балла. Бронзовая медаль Дениса Тена стала первой олимпийской наградой, завоёванной в фигурном катании за всю историю независимого Казахстана, а также оказалась единственной для Казахстана в медальном зачёте Олимпийских игр 2014 года. Тен вернулся в Казахстан на следующий день после окончания Олимпиады, 24 февраля, в аэропорту его встречали болельщики, журналисты и родные.
3 марта 2014 года удостоен премии «Спортсмен Года» в номинации «Прорыв Года» Агентством Республики Казахстан по делам спорта и физической культуры. 17 апреля 2014 года награждён Орденом Курмет «За высокие спортивные достижения на ХХІІ Зимних Олимпийских играх 2014 года в городе Сочи».
В марте Денис Тен сообщил, что на Олимпиаде выступал, не восстановившись полностью от травмы, и по состоянию здоровья заранее снялся с чемпионата мира в Сайтаме.

### Сезон 2014/2015
Короткая программа на постолимпийский сезон поставлена под песню Лучо Далла «Памяти Карузо». Решение в выборе композиции принималось совместно с Лори Никол. Денис Тен рассказывал, что при выборе музыки хореограф отметила, что фигурист становится особенным при импровизации этой песни. Хотя изначально планировалось использовать мелодию для произвольной программы, затем появилась новая идея о постановке «Шёлкового пути», в связи с чем «Памяти Карузо» стала использоваться для короткого проката. Для произвольного использованы две мелодии под исполнением Йо Йо Ма — традиционная «Засада со всех сторон» (кит. 十面埋伏, англ. Ambush from Ten Sides) и Vocussion. Вспоминая о постановке произвольной программы, Тен отмечал: «Я родился в городе, который находится на Шёлковом пути, и подумал, что было бы интересно использовать именно эту музыку для моей программы».

В сезоне 2014/2015 Тен стартовал на этапе Гран-при в Чикаго, где стал лишь четвёртым с суммой 224,74 балла. Второй раз Денис принял участие во французском городе Бордо, сумев безошибочно исполнить короткую программу с четверным тулупом в начале программы. За исполнение фигурист получил 91,78 балла, тем самым улучшив личный рекорд в короткой программе, и занял промежуточное первое место. При исполнении произвольной программы Тен упал с четверного и допустил срывы ряда тройных прыжков, опустившись на итоговое третье место. В начале декабря Денис выступил на турнире «Золотой конёк Загреба» и занял первое место с результатом 249,94, набрав в короткой программе 92,51 балла, в произвольной — 157,43.

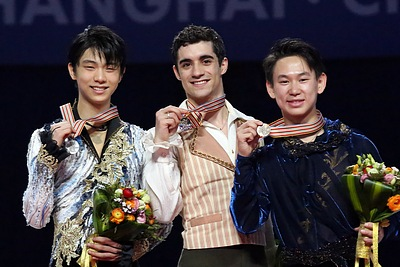
Денис Тен (справа на фото) на чемпионате мира 2015 в Шанхае

В феврале 2015 года Денис Тен выступил на чемпионате четырёх континентов в Сеуле. Он выиграл короткую программу с результатом 97,61, чисто исполнив четверной тулуп и превысив прежний личный рекорд на 5,10 баллов. В прокате под музыку Лучо Далла также были чисто исполнены каскад из тройных лутца и тулупа, тройной аксель, а три вращения и дорожка шагов были оценены судьями на четвёртый уровень. В произвольной программе Тен улучшил личный рекорд до 191,85 балла, исполнив два четверных тулупа, один из которых в каскаде с тройным, два тройных акселя (на выезде с изолированного была допущена мелкая помарка) и ещё четыре чистых тройных прыжка. Фигурист получил за дорожки и вращения четвёртые уровни от судей. Победная сумма 289,46 балла стала третьим среди лучших результатов, показанных на чемпионатах ИСУ, а золотая медаль стала для Казахстана первой в истории на турнирах этого уровня.
На чемпионате мира в Шанхае в короткой программе Денис чисто исполнил тройной аксель, но упал с четверного тулупа и допустил ошибку на выезде с каскада из тройных лутца и тулупа. Тен занял третье место с результатом 85,89 балла. Он выиграл произвольную программу, исполнив в начале каскад из четверного и тройного тулупов, но допустил ошибки на втором четверном тулупе и тройном акселе. Исполнив чисто пять остальных прыжковых элементов, Денис Тен получил 181,83 балла и завоевал итоговую бронзу, но также получил малую золотую медаль за победу в произвольной программе. Отставание от серебряного призёра Юдзуру Ханю составило 3,36 балла, а от чемпиона Хавьера Фернандеса — 6,18.

### Сезон 2015/2016

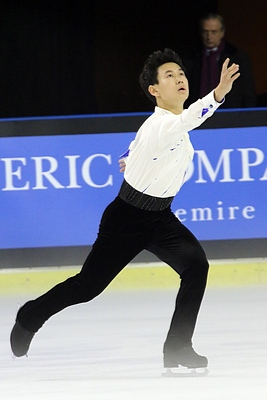
Денис Тен исполняет короткую программу на этапе Гран-при во Франции (2015)

Денис Тен продолжил практику использовать в произвольной программе музыку и сюжет из короткой, и для нового сезона выбрал танго Луиса Бакалова. По словам фигуриста, постановка имеет глубокое значение; в первой части повествуется об обстоятельствах, которые привели персонажа к «жизненной дилемме», а во второй раскрываются внутренние переживания.
Из-за проблем со здоровьем Тен снялся с турнира Autumn Classic в Канаде. Неделей позже он стартовал на этапе серии Гран-при в США, но выступил неудачно, став лишь девятым с сорванными прыжками и тремя падениями в произвольной программе. После соревнований появилась информация, что Тен катался с болью в паху и тазобедренном суставе. Во время проведения коротких программ на Trophée Eric Bompard, который проходил в Бордо, в Париже произошла серия терактов и дальнейшие соревнования были отменены. Результаты были засчитаны по коротким программам, в которой Денис Тен стал четвёртым с результатом 80,10 балла. В конце ноября на турнире NRW Trophy в Дортмунде Денис стал вторым, а в декабре выиграл «Золотой конёк Загреба» в Хорватии. При этом Тен сумел набрать вторую лучшую сумму баллов в карьере — 276,39 балла.

В феврале Денис снялся из-за травмы с чемпионата четырёх Континентов. Неожиданно он сменил произвольную программу, поставив новую под увертюру «Ромео и Джульетта» Петра Чайковского. Тренер сборной Казахстана Юрий Гуськов заявил, что это решение Тена было связано с «тяжёлой музыкой», которая не понравилась судьям. В начале апреля на мировом чемпионате в Бостоне казахстанский фигурист допустил ряд ошибок и занял одиннадцатое место. Гуськов подтвердил информацию о болях в паху, а также отметил, что Тена беспокоил голеностоп, из-за чего не удалось показать результат. Помимо этого отмечалось, что на моральное состояние фигуриста сказался эпизод с Юдзуру Ханю на разминке, во время которого японский фигурист после того, как Тен проехал вблизи него, выкрикнул слова упрёка в адрес казахстанского фигуриста. Несмотря на то, что фигуристы разрешили конфликт, оба сильно нервничали и это сказалось на результате. 

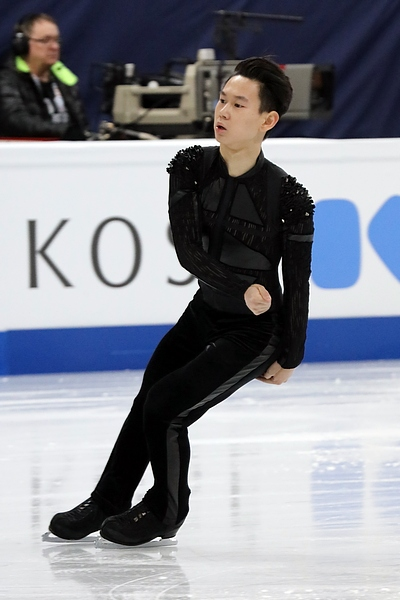
Чемпионат мира в Хельсинки (2017)

По окончании сезона Денис перешёл к новому тренеру, россиянину Николаю Морозову.

### Сезон 2016/2017
Короткая программа Дениса Тена поставлена под музыку Сергея Прокофьева из балета «Ромео и Джульетта». По словам фигуриста, он принял такой выбор летом, при этом он отмечает, что старается на каждый турнир выбирать разные костюмы. Произвольная программа была поставлена под музыку из оперы «Тоска» Джакомо Пуччини.
Предолимпийский сезон Денис планировал начать в Словакии в начале октября на турнире «Мемориал Ондрея Непелы». Однако за несколько часов до старта казахстанский фигурист снялся с турнира. Из-за травм он также был вынужден сняться с американского этапа Гран-при, но сумел выступить на этапе в Париже. Денис Тен завоевал серебро на Trophée de France, уступив лишь Хавьеру Фернандесу. При этом фигурист занял третье место как в короткой, так и в произвольной программах, но сумма 269,26 балла оказалась второй. В начале декабря Денис выступил в Хорватии на «Золотом коньке Загреба», но после короткой программы, по результатам которой занимал седьмое место с результатом 73,35 балла, снялся с турнира.
В начале февраля 2017 года Тен выступил в родном городе на зимней Универсиаде. На соревнованиях он выиграл золотую медаль, победив как в короткой (94,91 балла), так и в произвольной (172,06) программах. Через три недели казахстанский спортсмен принял участие на VIII зимних Азиатских играх в Саппоро, пропустив чемпионат четырёх континентов. Тен не смог избежать падений в короткой программе, став лишь девятым. В произвольной программе также не избежал ошибок, с суммой 198,88 балла заняв десятое место. В конце марта Тен выступил на мировом чемпионате в Хельсинки, где после короткой программы занимал девятое место с результатом 90,18 балла, что было его лучшим результатом в сезоне. Тем не менее, в произвольной программе он выступил менее удачно, так как выступал на фоне травмы и не снялся ради завоевания олимпийской лицензии. Заняв 16-е итоговое место, он сумел принести Казахстану одно место на предстоящей Олимпиаде в Южной Корее.

### Сезон 2017/2018: Третий олимпийский сезон

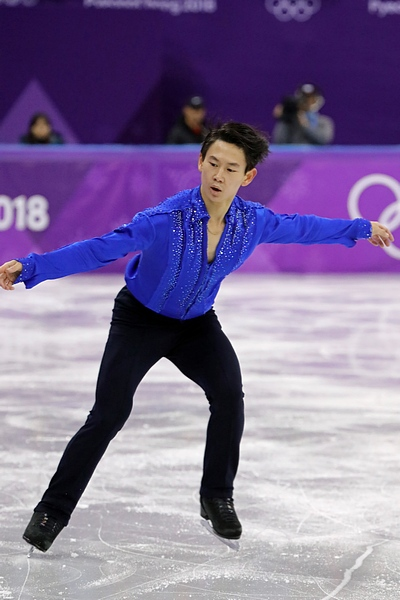
Денис Тен исполняет короткую программу на Олимпиаде в Пхёнчхане (2018)

В августе во время шоу Денис Тен получил тяжёлую травму голеностопа. Из-за разрыва связок ему нельзя было летать, так как изменение атмосферного давления могло усугубить травму. На олимпийский сезон Денис Тен выбрал для короткой программы песню «Tu sei» в исполнении Витторио Григоло, а для произвольной программы — «S.O.S. d'un terrien en détresse» композитора Мишеля Берже в исполнении Димаша Кудайбергена, известного певца из Казахстана и друга Дениса Тена.

В олимпийский сезон Денис вступил в середине октября 2017 года в Ницце, где выступил на Кубке города, финишировав пятым. Фигурист продолжил выступления на серии Гран-при на первом этапе в Москве, заняв девятое место с суммой 214,35. Во Франции казахстанский фигурист стал восьмым, улучшив результат московского этапа, но допустил ряд ошибок, среди которых два падения и «бабочка» на прыжке. 25 ноября 2017 года стал третьим на международном турнире Shanghai Trophy. В начале декабря он принял участие в «Золотом коньке Загреба», где победил в короткой программе с результатом 80,50 балла, но в произвольной занял пятое место (148,31) и опустился на итоговое четвёртое.
25 января 2018 года Денис Тен занял 11-е место в короткой программе на Чемпионате четырёх континентов в Китайском Тайбэе с результатом (75,30). По итогам произвольной программы фигурист опустился на итоговую пятнадцатую строчку, набрав в сумме 210,82 балла.
16 февраля 2018 года Денис выступил в короткой программе одиночных соревнований на Олимпийских играх в Пхёнчхане и занял лишь 27-е место с результатом 70,12 балла. В начале программы фигурист не сумел исполнить четверной сальхов, «сдвоив» его и не получив ни одного балла за элемент. Также Тен сорвал вращение. За остальные два прыжковых элемента — тройной аксель и каскад из тройного лутца и двойного тулупа — фигурист получил надбавки от судей. По словам бывшего тренера Дениса Тена Татьяны Тарасовой, неудачное выступление связано с недостаточным восстановлением от полученной ранее травмы.
На чемпионате мира в Италии Казахстан должен был представить Денис Тен, однако в итоге в Милан поехал Абзал Ракимгалиев.

## Стиль катания
Денис Тен работал и с российскими, и с зарубежными тренерами и хореографами. Так, программы, принёсшие медали крупных турниров, были поставлены Лори Никол и двукратным чемпионом мира из Швейцарии Стефаном Ламбьелем во время тренировок у Фрэнка Кэрролла. Прежде Тен работал с Татьяной Тарасовой, которая помимо тренерской работы помогала в постановке программ. Другим российским специалистом был Николай Морозов.
Сам Денис упоминал в интервью, что мечтает совместить в себе ведущих фигуристов мира, но при этом не потерять индивидуальности.
Спортсмен был одним из немногих фигуристов, стабильно получающих самый высокий уровень дорожек шагов в своих программах. Бывший фигурист Валентин Молотов сравнивал уровень исполнения Денисом Теном дорожек и твиззлов с мастерством канадца Патрика Чана. Специалисты оценивали Дениса как артистичного фигуриста, способного реализовать на льду различные музыкальные направления и образы.
В сезоне 2012/2013 фигурист выбрал саундтрек из кинофильма «Артист» в качестве музыки на свои программы, использовав инновационный концепт никогда прежде не использовавшийся в спорте — сделать одну программу продолжением другой. Сюжет в программах соответствовал истории из кинофильма, а музыка сохранила хронологический порядок.

Мы с Лори попытались весь фильм «перенести» на лед. В кинокартине содержится огромное количество потрясающих композиций, подходящих для фигурного катания. Программы включают в себя различные саундтреки к «Артисту» и презентованы в хронологическом порядке, опираясь на сюжет фильма. В нём очень ярко показана контрастность между веселым и драматическим. Широкое разнообразие эмоциональных переживаний в фильме можно увидеть и в моей программе, и в звучащей музыке разных жанров — вальсе, свинге, джазе и классике. Исходя из нашей задумки, в завершение короткой программы можно вставить своеобразный субтитр — «продолжение следует…»

Идея была положительно оценена судьями, а программы «Артист» стали визитной карточкой спортсмена. Спустя два года Денис решил продолжить эту практику, однако программы под музыку Луиса Бакалова выкатать не удалось, и в середине сезоне Денис Тен сменил постановку для произвольного проката.

## Деятельность вне соревнований
Денис Тен участвовал в благотворительных акциях. В 2011 году он был активным участником проекта «Skating Friends Support Japan», помогающим пострадавшим после землетрясения, произошедшего в Японии в марте 2011 года. В 2011 году награждён медалью к 20-летию независимости Республики Казахстан. В 2013 году спортсмен посещал детскую деревню SOS в Астане и школу-интернат в Алматы. В 2013 году приглашён на VI Республиканский форум патриотов «Мой Казахстан», проходивший в Атырау, и награждён в номинации «Признанный миром Казахстан». В 2014 году собранные средства с ледового шоу «Денис Тен и Друзья» в Астане были отправлены 6-летнему мальчику Нурсату Жакыпбаю, болеющему нейролейкозом и нуждающегося в дорогостоящих операциях за рубежом.
В мае 2013 года состоялось первое ледовое шоу в Казахстане с участием мировых звёзд фигурного катания «Денис Тен и друзья». Шоу прошло с феноменальным успехом, около 10 тысяч человек посетило 2 представления в Алматы и Астане. Фигуристы представили зрителям не только свои коронные номера, но и эксклюзивные программы, поставленные специально под казахстанский проект совместно со звёздами казахстанской эстрады. По словам очевидцев, по окончании представлений зрители аплодировали спортсменам стоя на протяжении 17 минут. По словам премьер-министра Японии Синдзо Абэ, который прокомментировал шоу, на который ежегодно приезжают более 500 японских болельщиков, Денис Тен стал одним из символов дружбы двух стран.
В апреле 2014 года Денис Тен стал лицом крупного розничного банка Казахстана.
В мае 2014 года Тен окончил Казахскую академию спорта и туризма с красным дипломом. Обучался в Бизнес-школе при Казахстанско-Британском техническом университете, осваивая степень MBA (магистра делового администрирования) по программе «Нефть и газ».
Летом 2015 года в прессе появилась информация о новом увлечении Тена — фотографировании. Он создал отдельную страницу в социальных сетях, чтобы делиться творческими работами. Среди моделей, которые принимали участие в его фотосессиях были публичные личности, в том числе актрисы Динара Бактыбаева, Айсулу Азимбаева, Алия Телебарисова, волейболистка Сабина Алтынбекова, боксер Серик Сапиев.
У Тена есть фан-клубы в Казахстане, Корее и Японии. Осенью 2015 года премьер-министр Японии Синдзо Абэ во время официального визита в Казахстан в одной из речей назвал Дениса Тена символом дружбы Японии и Казахстана.
В 2015 году Денис Тен выступил в роли официального посла в олимпийской кампании «Алматы 2022». 2 июня 2015 года Тен был удостоен Медали к 20-летию Ассамблеи Народов Казахстана.
7 декабря 2017 года постановлением правительства Республики Казахстан № 821 Денису Тену присуждена Государственная молодёжная премия «Дарын» в номинации «Спорт».

## Убийство
19 июля 2018 года в центре города Алматы на парковке недалеко от пересечения улиц Курмангазы и Байсеитовой Денис Тен застал двух преступников при краже зеркал с его автомобиля. В результате возникшей потасовки один из них нанёс фигуристу глубокое ножевое ранение в бедро, что вызвало сильное кровотечение. Денис Тен в крайне тяжёлом состоянии был доставлен в больницу, где скончался спустя два часа.
21 июля 2018 года Денис Тен был похоронен на кладбище в посёлке Дружба Алма-Аты. По обвинению в убийстве Тена были арестованы двое граждан Казахстана 1994 года рождения, которые признали свою вину.
В январе 2019 года оба подозреваемых признаны виновными в убийстве Дениса Тена и приговорены к 18 годам лишения свободы; их соучастницу суд признал виновной в совершении другого преступления (недонесение о преступлении) и назначил ей наказание в виде четырёх лет лишения свободы. Осуждённые подали апелляцию, которая в марте была отклонена.
В 2019 году в Алма-Ате был установлен памятник Денису Тену. Также в этом городе с 2019 года проводится международный турнир по фигурному катанию «Мемориал Дениса Тена».
| - Памятник Денису Тену в Алма-Ате летом 2019 года - Стена памяти Денису Тену в Алма-Ате летом 2019 года |

## Документальные фильмы
О Денисе Тене были сняты документальные фильмы как во время соревновательной карьеры, так и после гибели. В 2013 году на телеканале «Хабар» был снят фильм режиссёра Баян Кызыловой «Денис, ты лучший!». В 2015 году «Седьмой канал» представил фильм «Денис Тен» в рамках цикла «Моя история» (ведущая Майя Бекбаева). Перед Играми в Пхёнчхане «Олимпийский канал» представил документальный фильм о Денисе Тене.
В 2018 году вышел спецвыпуск программы «Тает лёд» с ведущим Алексеем Ягудиным на «Матч ТВ», который затем был показан на казахстанском телеканале «Хабар». Другой документальный фильм «Денис Тен. Тринадцать» тот же российский телеканал снял в 2019 году.

## Программы
| Сезон     | Короткая программа                                                                             | Произвольная программа |
| --------- | ---------------------------------------------------------------------------------------------- | --- |
| 2006/2007 | Фантазия на тему оперы «Фауст» Шарль Гуно                                                      | Саундтрек к фильму «Маска» Рэнди Эдельман Moonlight Serenade Гленн МиллерChatanooga Choo Choo Summertime Джордж Гершвин                               |
| 2007/2008 | Фламенко и саундтрек к фильму «Однажды в Мексике» Брайан Сетцер (постановка Татьяны Тарасовой) | Пер Гюнт Эдвард Григ (постановка Татьяны Тарасовой)                                                                                                   |
| 2008/2009 | Фламенко и саундтрек к фильму «Однажды в Мексике» Брайан Сетцер (постановка Татьяны Тарасовой) | Концерт для фортепиано № 2 Сергей Рахманинов (постановка Татьяны Тарасовой)                                                                           |
| 2009/2010 | Sing, Sing, Sing Луи Прима (постановка Татьяны Тарасовой)                                      | Пасодобль из «Аранхуэсского концерта» Хоакин Родриго (постановка Татьяны Тарасовой)                                                                   |
| 2010/2011 | Primavera Porteno Астор Пьяццолла (постановка Стефана Ламбьеля)                                | Пляска смерти Ференц Лист (постановка Лори Николь) |
| 2011/2012 | Элегия (ор. 3) Сергей Рахманинов (постановка Лори Николь)                                      | Adios Nonino Астор Пьяццола (постановка Лори Николь)                                                                                                  |
| 2012/2013 | Саундтрек к фильму «Артист» Людовик Бурсе (постановка Стефана Ламбьеля и Лори Николь)          | Саундтрек к фильму «Артист» Людовик Бурсе (постановка Стефана Ламбьеля и Лори Николь)                                                                 |
| 2013/2014 | Пляска смерти Камиль Сен-Санс (постановка Лори Николь)                                         | Барышня и хулиган Дмитрий Шостакович (постановка Лори Николь)                                                                                         |
| 2014/2015 | Карузо Лучо Далла в исполнении Джозефа Каллея (постановка Лори Николь)                         | Ambush from Ten Sides Йо-Йо Ма Silk Road Ensemble Vocussion Ким Дон Вон, Дандеп Дас, Марк Сутер, Джозеф Грэмли, Шейн Шенахан (постановка Лори Николь) |
| 2015/2016 | Misa Tango Луис Бакалов (постановка Лори Николь)                                               | Misa Tango Луис Бакалов (постановка Лори Николь)Ромео и Джульетта Пётр Чайковский (постановка Лори Николь)                                            |
| 2016/2017 | Ромео и Джульетта Сергей Прокофьев (постановка Николая Морозова)                               | Тоска Джакомо Пуччини (постановка Николая Морозова)                                                                                                   |
| 2017/2018 | Tu sei Витторио Григоло (постановка Дэвида Уилсона)                                            | SOS d'un terrien en détresse Люк Пламондон, Мишель Берже в исполнении Димаша Кудайбергена (постановка Дэвида Уилсона)                                 |

## Спортивные достижения
| Соревнование                          | 04/05 | 05/06 | 06/07 | 07/08 | 08/09 | 09/10 | 10/11 | 11/12 | 12/13 | 13/14 | 14/15 | 15/16 | 16/17 | 17/18 |
| ------------------------------------- | ----- | ----- | ----- | ----- | ----- | ----- | ----- | ----- | ----- | ----- | ----- | ----- | ----- | ----- |
| Олимпийские игры — турнир одиночников |       |       |       |       |       | 11    |       |       |       | 3     |       |       |       | 27    |
| Чемпионаты мира                       |       |       |       |       | 8     | 13    | 14    | 7     | 2     |       | 3     | 11    | 16    |       |
| Чемпионаты четырёх континентов        |       |       |       |       | 9     | 10    |       | 6     | 12    | 4     | 1     |       |       | 15    |
| Чемпионаты Казахстана                 | 4     | 1     | 2     |       |       | 1     |       | 1     |       | 1     |       | 1     |       |       |
| Этапы Гран-при: Trophée Eric Bompard  |       |       |       |       |       |       |       |       |       |       | 3     | 4     | 2     | 8     |
| Этапы Гран-при: Cup of Russia         |       |       |       |       |       |       |       |       | 9     |       |       |       |       | 9     |
| Этапы Гран-при: Skate Canada          |       |       |       |       |       |       |       | 5     | 6     |       |       |       |       |       |
| Этапы Гран-при: Cup of China          |       |       |       |       |       | 10    |       |       |       |       |       |       |       |       |
| Этапы Гран-при: Skate America         |       |       |       |       |       |       | 11    | 5     |       |       | 4     | 9     |       |       |
| Этапы Гран-при: NHK Trophy            |       |       |       |       |       |       | 12    |       |       |       |       |       |       |       |
| Nebelhorn Trophy                      |       |       |       |       |       |       |       | 9     | 7     |       | WD    |       |       |       |
| Золотой конёк Загреба                 |       |       |       |       |       | 1     |       | 2     |       |       | 1     | 1     | WD    | 4     |
| Мемориал О. Непелы                    |       |       |       |       |       |       |       |       |       |       |       |       | WD    |       |
| Зимние Универсиады                    |       |       |       |       |       |       |       |       |       | WD    |       |       | 1     |       |
| Зимние Азиатские игры                 |       |       |       |       |       |       | 1     |       |       |       |       |       | 10    |       |
| Трофей С-РВ                           |       |       |       |       |       |       |       |       |       |       |       | 2     |       |       |
| Кубок Ниццы                           |       |       |       | 1J    |       |       |       |       |       |       |       |       |       | 5     |
| Mentor Nestle Nesquik Cup             |       |       |       |       |       |       | 1     |       |       |       |       |       |       |       |
| Istanbul Cup                          |       |       |       |       |       |       |       | 1     |       |       |       |       |       |       |
| NRW Trophy                            |       |       |       |       |       | 4     |       |       |       |       |       |       |       |       |
| Чемпионаты мира среди юниоров         |       |       | 26    | 16    | 4     | 9     |       | 4     |       |       |       |       |       |       |
| Финалы юниорского Гран-при            |       |       |       |       | 5     |       |       |       |       |       |       |       |       |       |
| Этапы юниорского Гран-при, Беларусь   |       |       |       |       | 1     |       |       |       |       |       |       |       |       |       |
| Этапы юниорского Гран-при, Франция    |       |       |       |       | 4     |       |       |       |       |       |       |       |       |       |
| Этапы юниорского Гран-при, Эстония    |       |       |       | 10    |       |       |       |       |       |       |       |       |       |       |
| Этапы юниорского Гран-при, Румыния    |       |       |       | 6     |       |       |       |       |       |       |       |       |       |       |
| Этапы юниорского Гран-при, Нидерланды |       |       | 10    |       |       |       |       |       |       |       |       |       |       |       |
| Haabersti Cup                         |       |       |       | 1J    |       |       |       |       |       |       |       |       |       |       |
| Dragon Trophy                         |       |       |       | 1J    |       |       |       |       |       |       |       |       |       |       |

1. ↑  Соревнование не было завершено (отменено после коротких программ) из-за теракта в Париже, результаты решили засчитать по итогам короткой программы
2. 1 2 3  N — детский уровень; J — юниорский

### Подробные результаты
Малые медали за короткую и произвольную программы вручаются только на чемпионатах под эгидой ИСУ.
| Сезон 2006/2007            |                                             |          |                       |                       |                         |
| Дата                       | Соревнование                                | SP       | FS                    | Σ                     | Источники               |
| 5-7 октября 2006           | Этап юниорского Гран-при в Нидерландах 2006 | 14 41,52 | 7 96,28               | 10 137,80             | [ 238 ] [ 239 ] [ 240 ] |
| 26 февраля — 4 марта 2007  | Чемпионат мира среди юниоров 2007           | 26 45,69 | -                     | 26 45,69              | [ 241 ] [ 242 ]         |
| Сезон 2007/2008            |                                             |          |                       |                       |                         |
| Дата                       | Соревнование                                | SP       | FS                    | Σ                     | Источники               |
| 6-9 сентября 2007          | Этап юниорского Гран-при в Румынии 2007     | 3 53,88  | 6 90,45               | 6 144,33              | [ 243 ] [ 244 ] [ 245 ] |
| 20-22 сентября 2007        | Этап юниорского Гран-при во Эстонии 2007    | 10 43,60 | 10 85,57              | 10 129,17             | [ 246 ] [ 247 ]         |
| 25 февраля — 2 марта 2008  | Чемпионат мира среди юниоров 2008           | 8 60,00  | 19 95,70              | 16 155,70             | [ 248 ] [ 249 ] [ 250 ] |
| Сезон 2008/2009            |                                             |          |                       |                       |                         |
| Дата                       | Соревнование                                | SP       | FS                    | Σ                     | Источники               |
| 27-30 августа 2008         | Этап юниорского Гран-при во Франции 2008    | 5 54,81  | 5 109,06              | 4 163,87              | [ 251 ] [ 252 ] [ 253 ] |
| 1- 4 октября 2008          | Этап юниорского Гран-при в Беларуси 2008    | 1 68,36  | 2 119,71              | 1 188,07              | [ 254 ] [ 255 ] [ 256 ] |
| 11-12 декабря 2008         | Юниорский финал Гран-при 2008               | 7 60,59  | 3 119,75              | 5 180,34              | [ 257 ] [ 258 ] [ 259 ] |
| 4-8 февраля 2009           | Чемпионат четырёх континентов 2009          | 10 61,32 | 8 123,50              | 9 184,82              | [ 260 ] [ 261 ] [ 262 ] |
| 23 февраля — 1 марта 2009  | Чемпионат мира среди юниоров 2009           | 5 64,80  | 4 118,97              | 4 184,77              | [ 263 ] [ 264 ] [ 265 ] |
| 23-29 марта 2009           | Чемпионат мира 2009                         | 17 68,54 | 6 142,89              | 8 211,43              | [ 266 ] [ 267 ] [ 268 ] |
| Сезон 2009/2010            |                                             |          |                       |                       |                         |
| Дата                       | Соревнование                                | SP       | FS                    | Σ                     | Источники               |
| 29 октября — 1 ноября 2009 | Cup of China 2009                           | 9 64,05  | 10 118,58             | 10 182,63             | [ 269 ] [ 270 ] [ 271 ] |
| 10-12 декабря 2009         | Золотой конёк Загреба 2009                  | 1 75,41  | 2 118,83              | 1 194,24              | [ 272 ] [ 273 ] [ 274 ] |
| 27-30 января 2010          | Чемпионат четырёх континентов 2010          | 4 70,50  | 14 102,15             | 10 172,65             | [ 275 ] [ 276 ] [ 277 ] |
| 14-27 февраля 2010         | Зимние Олимпийские игры 2010                | 10 76,24 | 13 135,01             | 11 211,25             | [ 278 ] [ 279 ] [ 280 ] |
| 8-14 марта 2010            | Чемпионат мира среди юниоров 2010           | 4 68,40  | 15 103,46             | 9 171,86              | [ 281 ] [ 282 ] [ 283 ] |
| 22-28 марта 2010           | Чемпионат мира 2010                         | 9 77,40  | 15 125,06             | 13 202,46             | [ 284 ] [ 285 ] [ 286 ] |
| Сезон 2010/2011            |                                             |          |                       |                       |                         |
| Дата                       | Соревнование                                | SP       | FS                    | Σ                     | Источники               |
| 22-24 октября 2010         | NHK Trophy 2010                             | 6 68,74  | 12 102,94             | 12 171,68             | [ 287 ]                 |
| 11-14 ноября 2010          | Skate America 2010                          | 6 64,50  | 11 111,61             | 11 176,11             | [ 288 ]                 |
| 3-5 февраля 2011           | Зимние Азиатские игры 2011                  | 1 76,22  | 3 132,67              | 1 208,89              | [ 289 ]                 |
| 24 апреля — 1 мая 2011     | Чемпионат мира 2011                         | 10 71,00 | 14 138,99             | 14 209,99             | [ 290 ]                 |
| Сезон 2011/2012            |                                             |          |                       |                       |                         |
| Дата                       | Соревнование                                | SP       | FS                    | Σ                     | Источники               |
| 21-24 сентября 2011        | Nebelhorn Trophy 2011                       | 5 68,66  | 9 118,59              | 9 187,25              | [ 291 ] [ 292 ] [ 293 ] |
| 21-23 октября 2011         | Skate America 2011                          | 6 67,38  | 7 130,60              | 5 197,98              | [ 294 ]                 |
| 27-30 октября 2011         | Skate Canada International 2011             | 5 71,40  | 6 140,99              | 5 212,39              | [ 295 ]                 |
| 8-12 декабря 2011          | Золотой конёк Загреба 2011                  | 1 76,36  | 2 144,11              | 2 220,47              | [ 296 ]                 |
| 13-18 декабря 2011         | Istanbul Cup 2011                           | 1 68,75  | 1 152,08              | 1 220,83              | [ 297 ] [ 298 ]         |
| 7-12 февраля 2012          | Чемпионат четырёх континентов 2012          | 5 77,73  | 7 132,30              | 6 210,03              | [ 299 ]                 |
| 27 февраля — 4 марта 2012  | Чемпионат мира среди юниоров 2012           | 3 73,78  | 4 134,42              | 4 208,20              | [ 300 ]                 |
| 25 марта — 1 апреля 2012   | Чемпионат мира 2012                         | 8 76,00  | 6 153,70              | 7 229,70              | [ 301 ]                 |
| Сезон 2012/2013            |                                             |          |                       |                       |                         |
| Дата                       | Соревнование                                | SP       | FS                    | Σ                     | Источники               |
| 27-29 сентября 2012        | Nebelhorn Trophy 2012                       | 4 67,88  | 8 130,51              | 7 198,39              | [ 302 ]                 |
| 26-28 октября 2012         | Skate Canada International 2012             | 4 75,26  | 8 128,44              | 6 203,70              | [ 303 ]                 |
| 9-11 ноября 2012           | Rostelecom Cup 2012                         | 9 59,42  | 9 118,35              | 9 177,77              | [ 304 ]                 |
| 1-10 января 2013           | Volvo Open Cup                              | 1 79,21  | 2 125,12              | 1 204,33              | [ 305 ] [ 306 ] [ 307 ] |
| 6-11 февраля 2013          | Чемпионат четырёх континентов 2013          | 7 78,05  | 17 119,21             | 12 197,26             | [ 308 ] [ 309 ] [ 310 ] |
| 10-17 марта 2013           | Чемпионат мира 2013                         | 2 91,56  | 1 174,92              | 2 266,48              | [ 311 ]                 |
| Сезон 2013/2014            |                                             |          |                       |                       |                         |
| Дата                       | Соревнование                                | SP       | FS                    | Σ                     | Источники               |
| 1-3 ноября 2013            | Cup of China 2013                           | 4 77,05  | 3 147,75              | 4 224,80              | [ 312 ]                 |
| 14-17 ноября 2013          | Merano Cup 2013                             | 1 82,21  | 2 148,91              | 1 231,12              | [ 313 ] [ 314 ] [ 315 ] |
| 19-24 ноября 2013          | Ice Challenge 2013                          | 1 88,19  | 1 173,19              | 1 261,38              | [ 316 ] [ 317 ] [ 318 ] |
| 20-25 января 2014          | Чемпионат четырёх континентов 2014          | 5 76,34  | 4 150,03              | 4 226,37              | [ 319 ]                 |
| 13-14 февраля 2014         | Зимние Олимпийские игры 2014                | 9 84,06  | 3 171,04              | 3 255,10              | [ 320 ] [ 321 ] [ 322 ] |
| Сезон 2014/2015            |                                             |          |                       |                       |                         |
| Дата                       | Соревнование                                | SP       | FS                    | Σ                     | Источники               |
| 24-26 октября 2014         | Skate America 2014                          | 4 77,18  | 4 147,56              | 4 224,74              | [ 323 ]                 |
| 21-23 ноября 2014          | Trophée Éric Bompard 2014                   | 1 91,78  | 5 144,50              | 3 236,28              | [ 324 ]                 |
| 4-7 декабря 2014           | Золотой конёк Загреба 2014                  | 1 92,50  | 2 157,43              | 1 249,94              | [ 325 ] [ 326 ] [ 327 ] |
| 9-15 февраля 2015          | Чемпионат четырёх континентов 2015          | 1 97,61  | 1 191,85              | 1 289,46              | [ 328 ]                 |
| 23-29 марта 2015           | Чемпионат мира 2015                         | 3 85,89  | 1 181,83              | 3 267,72              | [ 329 ]                 |
| Сезон 2015/2016            |                                             |          |                       |                       |                         |
| Дата                       | Соревнование                                | SP       | FS                    | Σ                     | Источники               |
| 23-25 октября 2015         | Skate America 2015                          | 6 79,02  | 11 122,50             | 9 201,52              | [ 330 ]                 |
| 13 ноября 2015             | Trophée Éric Bompard 2015C                  | 4 80,10  | соревнования отменены | соревнования отменены | [ 331 ]                 |
| 24-29 ноября 2015          | NRW Trophy 2015                             | 3 82,63  | 2 159,28              | 2 241,91              | [ 332 ] [ 333 ] [ 334 ] |
| 3-5 декабря 2015           | Золотой конёк Загреба 2015                  | 1 94,03  | 1 182,36              | 1 276,39              | [ 335 ] [ 336 ] [ 337 ] |
| 11-13 марта 2016           | Coupe du Printemps 2016                     | 1 86,95  | 2 133,09              | 2 220,04              | [ 338 ] [ 339 ] [ 340 ] |
| 28 марта — 3 апреля 2016   | Чемпионат мира 2016                         | 12 78,55 | 12 151,58             | 11 230,13             | [ 341 ]                 |
| Сезон 2016/2017            |                                             |          |                       |                       |                         |
| Дата                       | Соревнование                                | SP       | FS                    | Σ                     | Источники               |
| 11-13 ноября 2016          | Trophée de France 2016                      | 3 89,21  | 3 180,05              | 2 269,26              | [ 342 ]                 |
| 1-5 февраля 2017           | Зимняя Универсиада 2017                     | 1 94,91  | 1 172,06              | 1 266,97              | [ 343 ]                 |
| 23-26 февраля 2017         | Зимние Азиатские игры 2017                  | 9 72,98  | 13 125,90             | 10 198,88             | [ 344 ]                 |
| 29 марта — 2 апреля 2017   | Чемпионат мира 2017                         | 9 90,18  | 20 144,13             | 16 234,31             | [ 345 ]                 |
| Сезон 2017/2018            |                                             |          |                       |                       |                         |
| Дата                       | Соревнование                                | SP       | FS                    | Σ                     | Источники               |
| 20-22 октября 2017         | Rostelecom Cup 2017                         | 10 69,00 | 8 145,35              | 9 214,35              | [ 346 ]                 |
| 17-19 ноября 2017          | Internationaux de France 2017               | 7 83,70  | 10 144,87             | 8 228,57              | [ 347 ]                 |
| 6-9 декабря 2017           | Золотой конёк Загреба 2017                  | 1 80,50  | 5 148,31              | 4 228,81              | [ 348 ] [ 349 ] [ 350 ] |
| 22-28 января 2018          | Чемпионат четырёх континентов 2018          | 11 75,30 | 15 135,52             | 15 210,82             | [ 351 ]                 |
| 16-17 февраля 2018         | Зимние Олимпийские игры 2018                | 27 70,12 | -                     | 27 70,12              | [ 352 ]                 |

Q = квалификация; SP = короткая программа; FS = произвольная программа; Σ = итоговый результат;

↑  — Соревнование не было завершено (отменено после коротких программ) из-за теракта в Париже, результаты решили засчитать по итогам короткой программы.

## Награды
- Орден «Курмет» (2014 год)[353]
- Почётный знак «За заслуги в развитии физической культуры, спорта и туризма» (26 ноября 2015 года, Межпарламентская ассамблея СНГ) — за значительный вклад в развитие физической культуры, спорта и туризма в государствах — участниках Содружества Независимых Государств, реализацию идей сотрудничества в сфере физической культуры, спорта и туризма[354]